# 埼玉県道74号日高川島線
埼玉県道74号日高川島線（さいたまけんどう74ごう ひだかかわじません）は、埼玉県日高市から比企郡川島町に至る県道（主要地方道）である。

## 概要
埼玉県日高市、鶴ヶ島市、坂戸市、比企郡川島町を通る。
川島町内には二箇所狭隘区間があるが、それ以外では片側1車線である。
起点の南平沢交差点から埼玉県道30号飯能寄居線バイパスと接続する平沢橋南交差点まで515 m延伸する道路（南平沢工区）が建設され、この区間は2023年3月26日に開通した。
2020年3月31日に始点の区域が南平沢交差点から山根交差点に変更された。

## 地理

### 通過する自治体
- 埼玉県
  - 日高市
  - 鶴ヶ島市
  - 坂戸市
  - 比企郡川島町

### 交差する主な道路
| 交差する道路                  | 交差する道路                 | 交差点名 | 所在地       |
| ----------------------------- | ---------------------------- | -------- | ------------ |
| 埼玉県道30号飯能寄居線        | 埼玉県道30号飯能寄居線       | 山根     | 日高市       |
| （カワセミ街道）              |                              | 北平沢   | 日高市       |
| （もくせい通り）              | 本線                         | 南平沢   | 日高市       |
| 埼玉県道114号川越越生線       | 埼玉県道114号川越越生線      | 一本松   | 坂戸市       |
|                               | 埼玉県道247号坂戸停車場線    |          | 坂戸市       |
| 埼玉県道39号川越坂戸毛呂山線  | 埼玉県道39号川越坂戸毛呂山線 | 日の出町 | 坂戸市       |
| 埼玉県道39号川越坂戸毛呂山線  | 埼玉県道39号川越坂戸毛呂山線 | 元町     | 坂戸市       |
| 国道407号                     | 国道407号                    | 片柳     | 坂戸市       |
|                               | 埼玉県道256号片柳川越線      | 石井下宿 | 坂戸市       |
| 埼玉県道256号片柳川越線       |                              |          | 坂戸市       |
| 埼玉県道212号岩殿観音南戸守線 |                              |          | 比企郡川島町 |
|                               | （かわじま中央通り）         |          | 比企郡川島町 |
| 国道254号                     | 国道254号                    | 南園部   | 比企郡川島町 |
| 埼玉県道76号鴻巣川島線        | 埼玉県道76号鴻巣川島線       | 上八ツ林 | 比企郡川島町 |
| （さくら通り）                | （さくら通り）               | 下八ツ林 | 比企郡川島町 |
| （つばさ・みらい通り）        |                              |          | 比企郡川島町 |
| 埼玉県道12号川越栗橋線        | 埼玉県道12号川越栗橋線       | 山ヶ谷戸 | 比企郡川島町 |

### 交差する主な鉄道と河川
- 高麗川（高麗川橋）
- JR八高線
- 東武越生線
- 東武東上線
- 飯盛川（東橋）
- 越辺川（天神橋）

### 沿線の主な施設
| 施設                                             | 所在地       |
| ------------------------------------------------ | ------------ |
| 醤遊王国                                         | 日高市       |
| 西大家駅                                         | 坂戸市       |
| 坂戸西高等学校                                   | 坂戸市       |
| 坂戸市立大家小学校                               | 坂戸市       |
| 一本松駅                                         | 坂戸市       |
| アクロスプラザ坂戸                               | 坂戸市       |
| 坂戸駅                                           | 坂戸市       |
| 坂戸市文化会館                                   | 坂戸市       |
| 坂戸市立坂戸小学校                               | 坂戸市       |
| 坂戸市立勝呂小学校                               | 坂戸市       |
| 川島町立中山小学校                               | 比企郡川島町 |
| 川島町役場                                       | 比企郡川島町 |
| 平成の森公園                                     | 比企郡川島町 |
| 川島町立つばさ北小学校（旧川島町立八ッ保小学校） | 比企郡川島町 |
| 遠山記念館                                       | 比企郡川島町 |

## ギャラリー

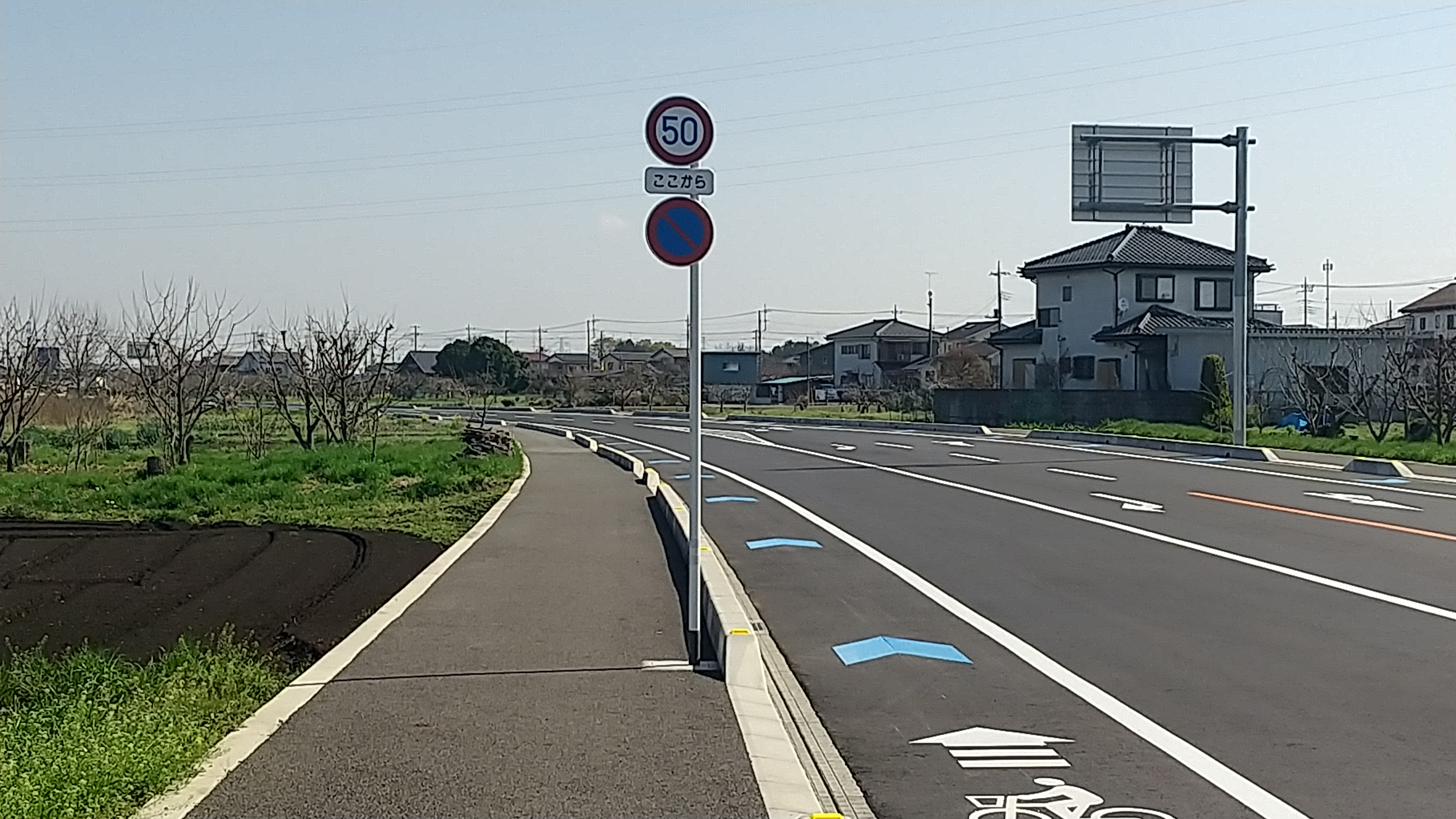
日高市平沢橋南交差点付近
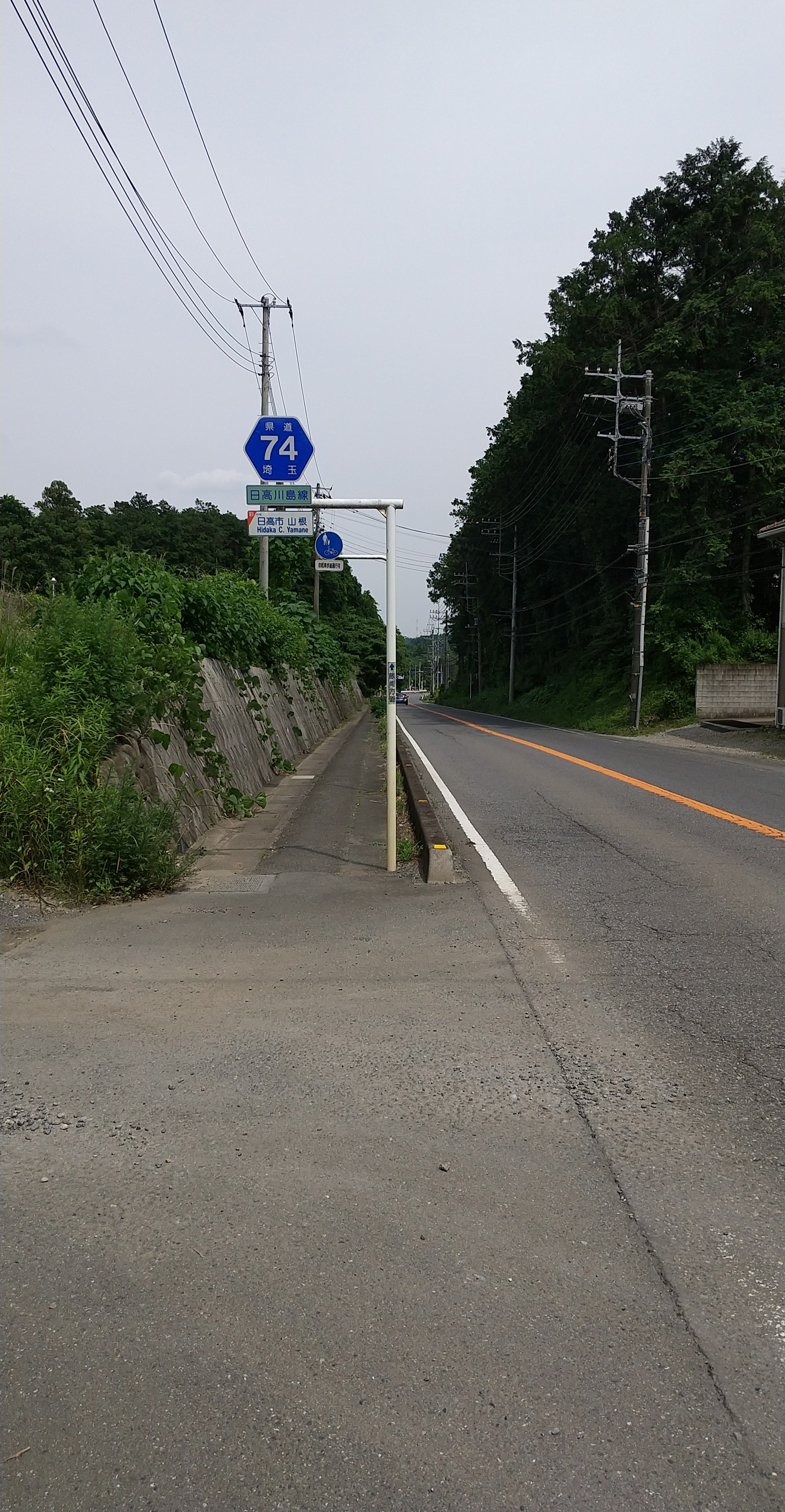
日高市山根付近
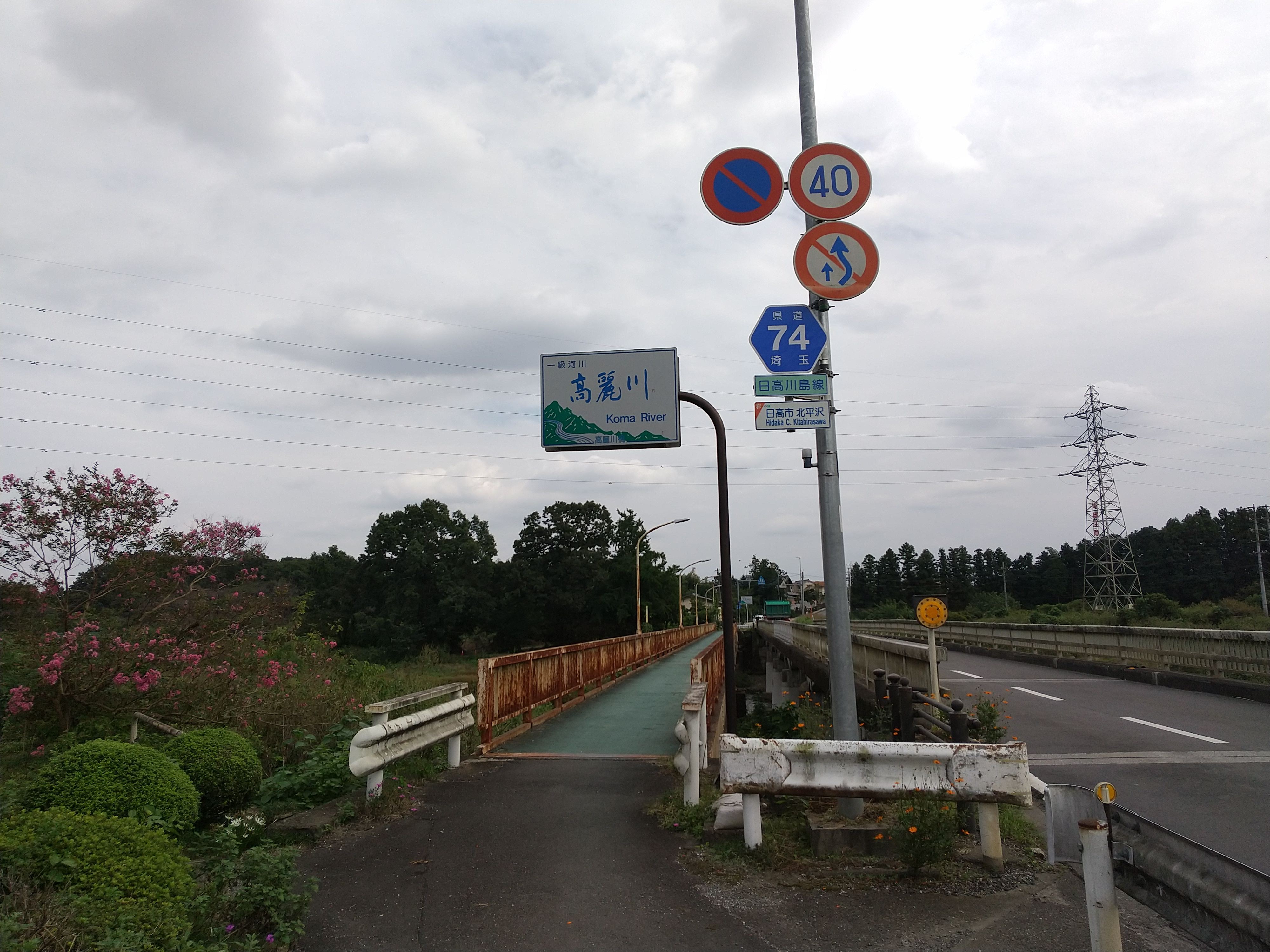
日高市北平沢付近
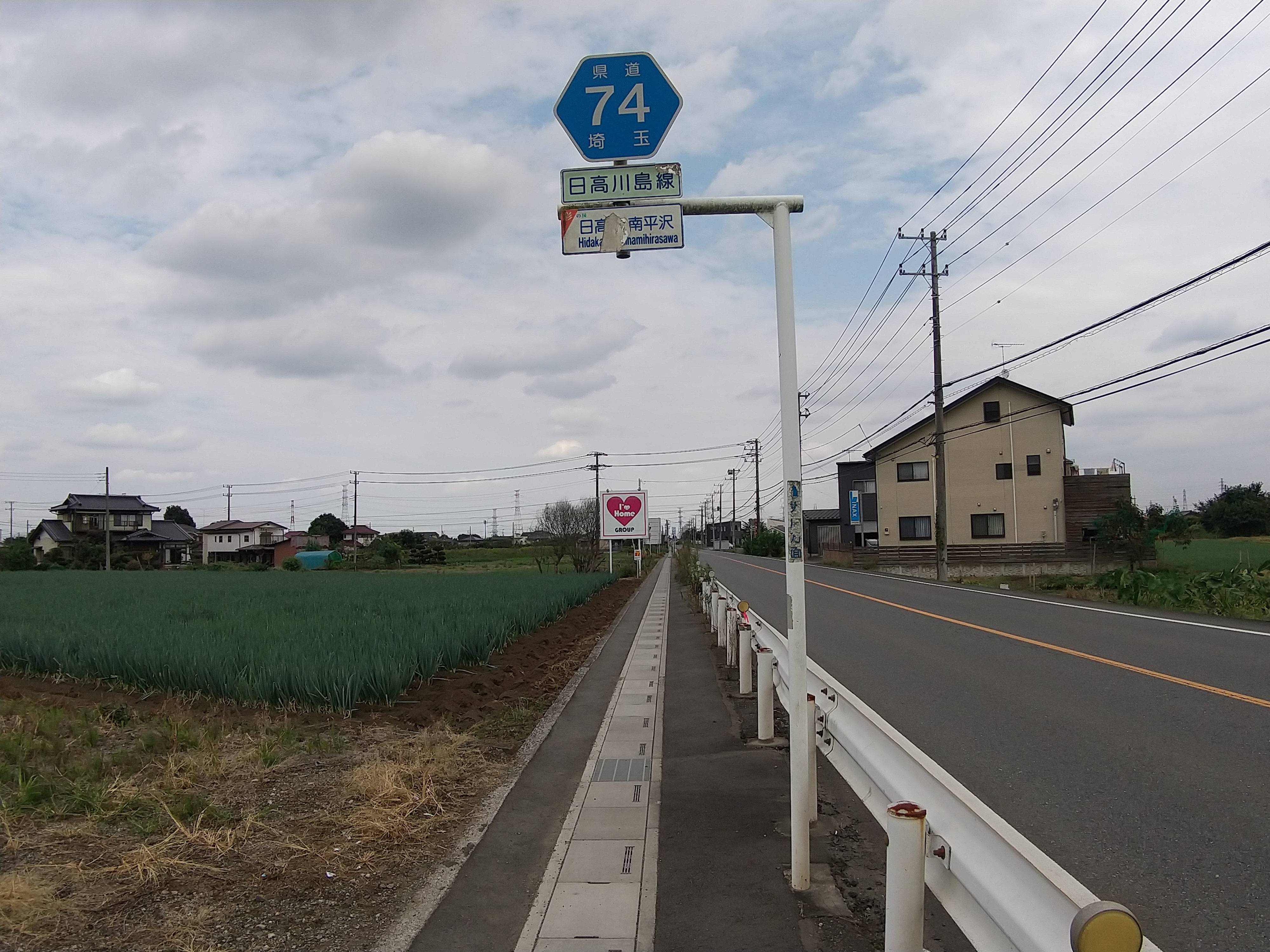
日高市南平沢付近
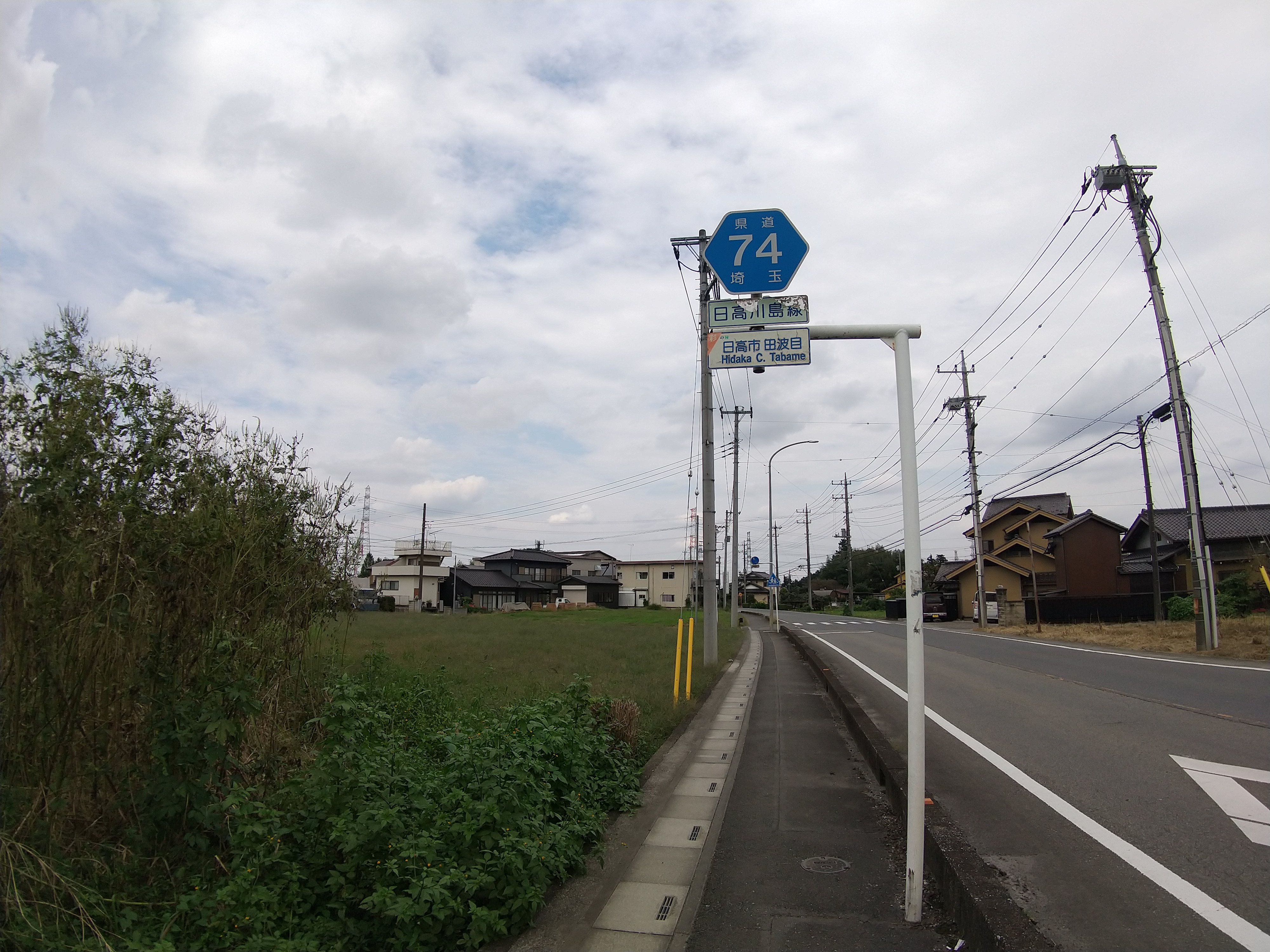
日高市田波目付近
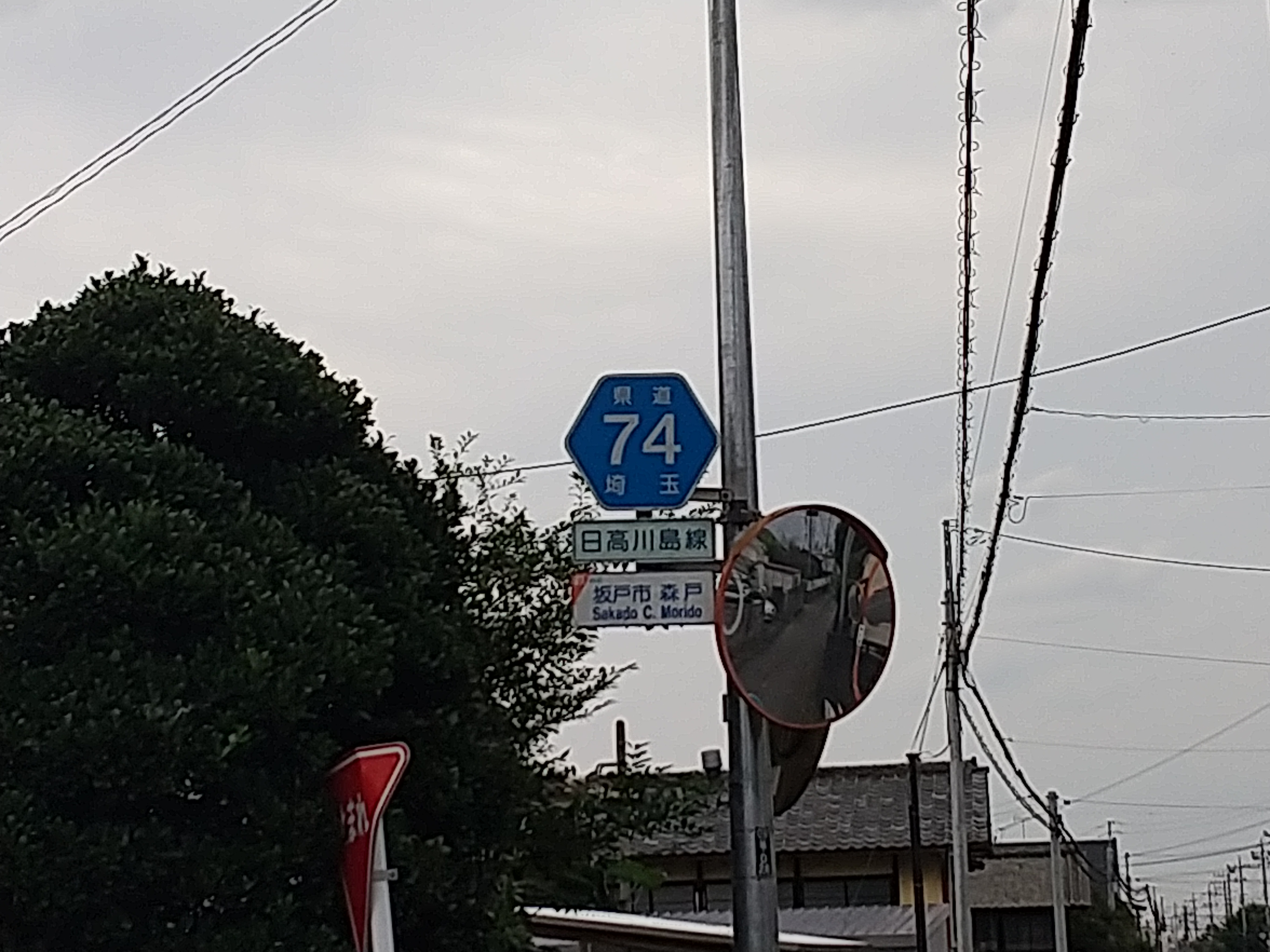
坂戸市森戸付近
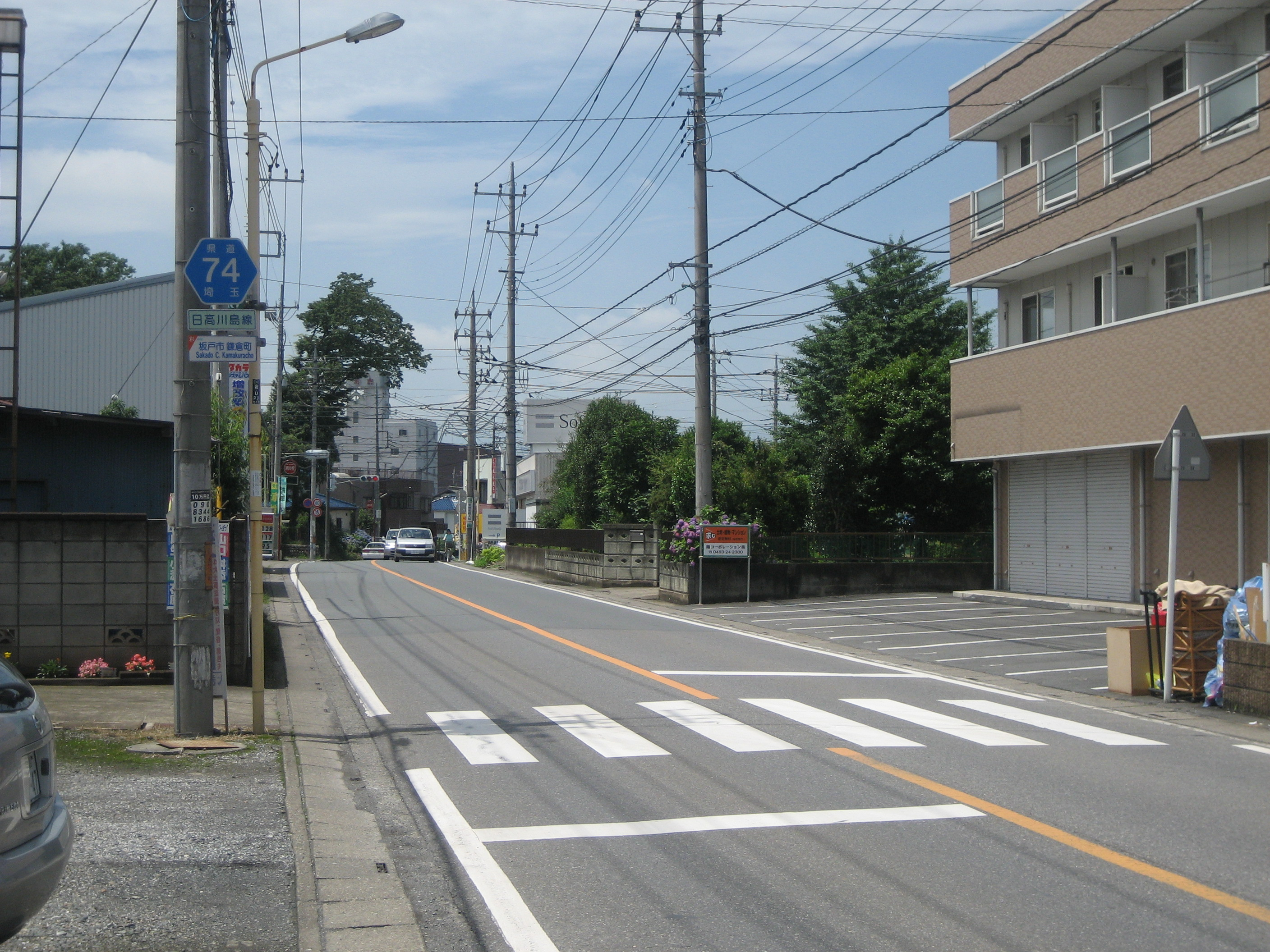
坂戸市鎌倉町付近
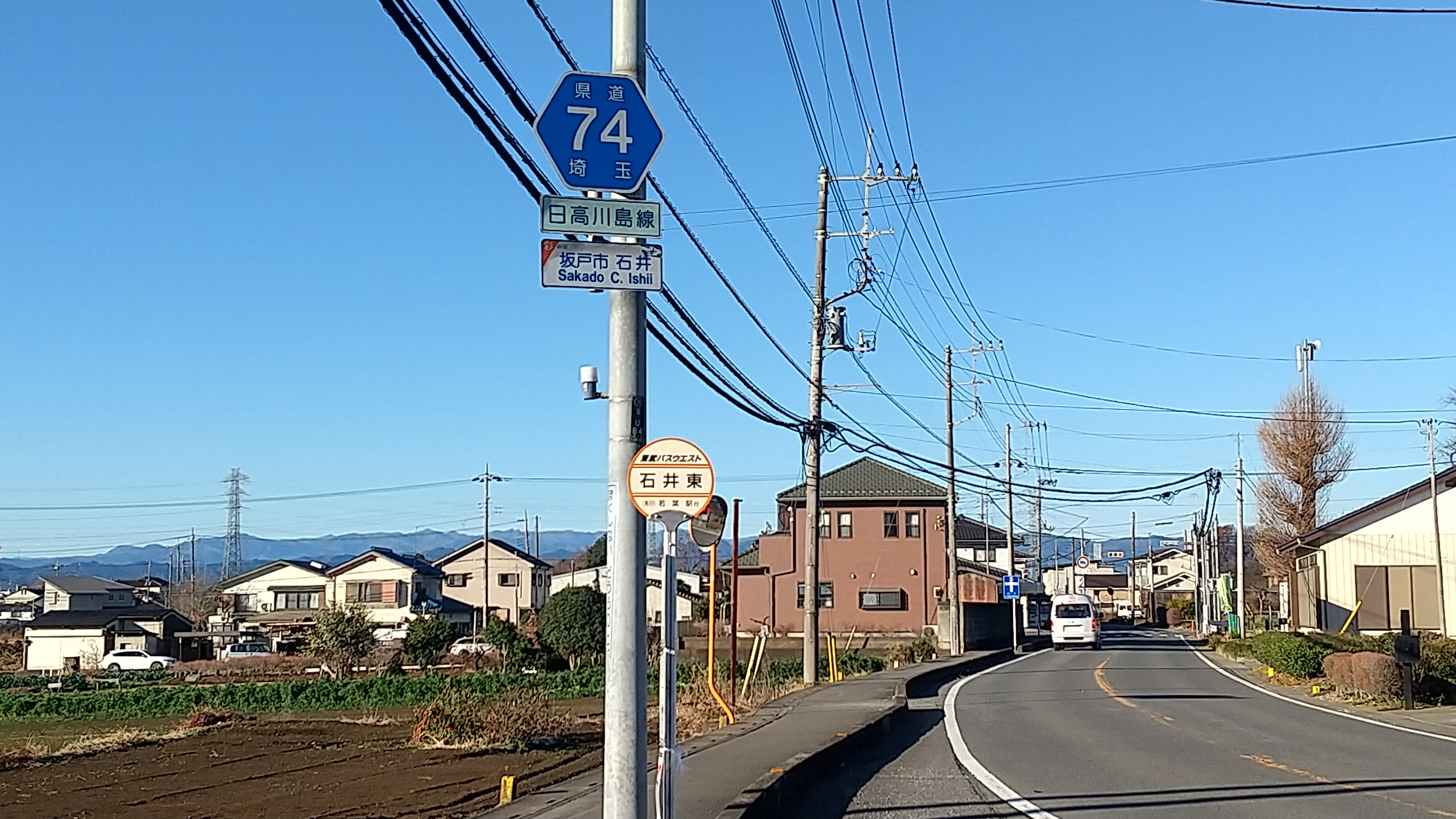
坂戸市石井付近
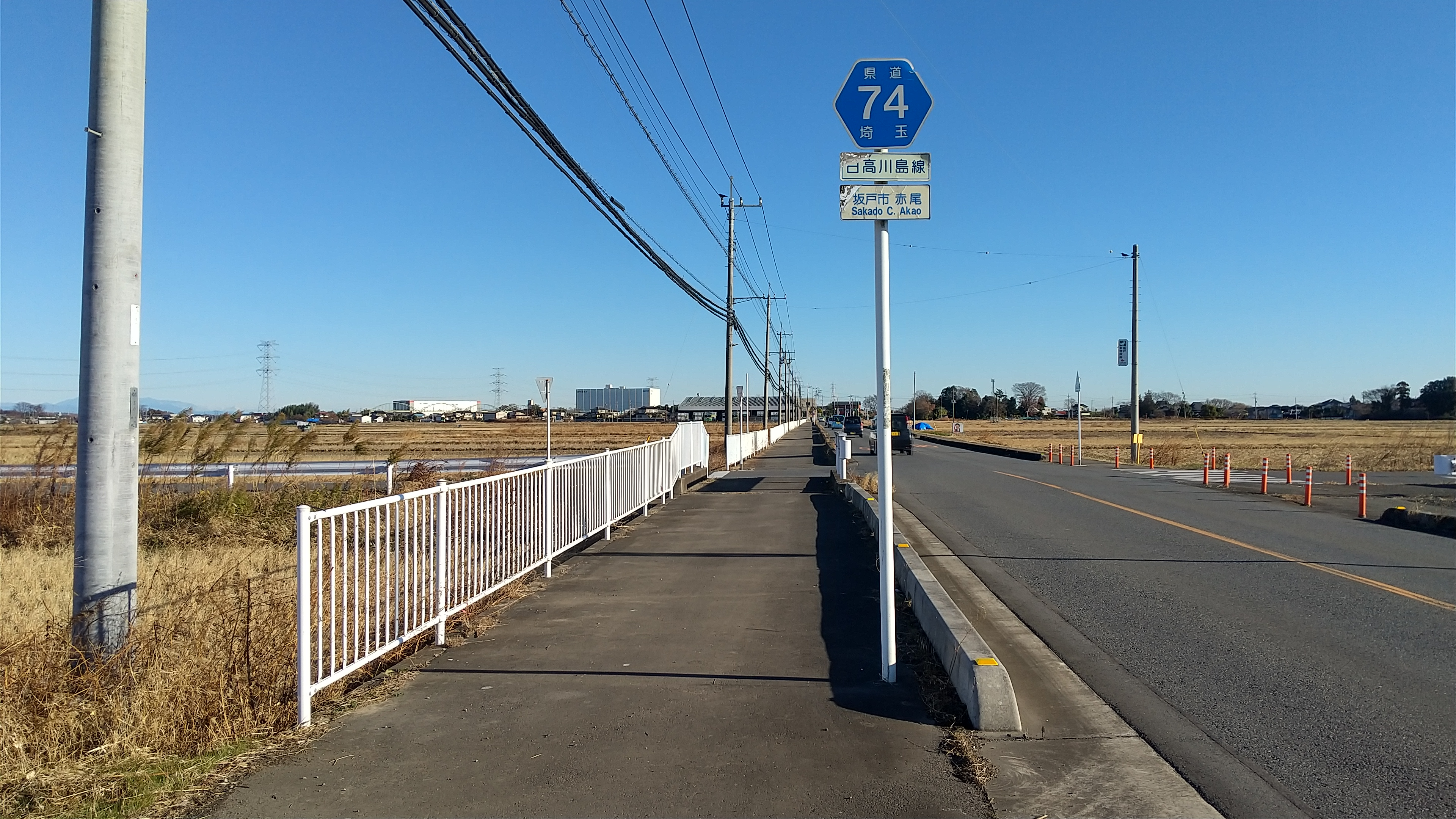
坂戸市赤尾付近
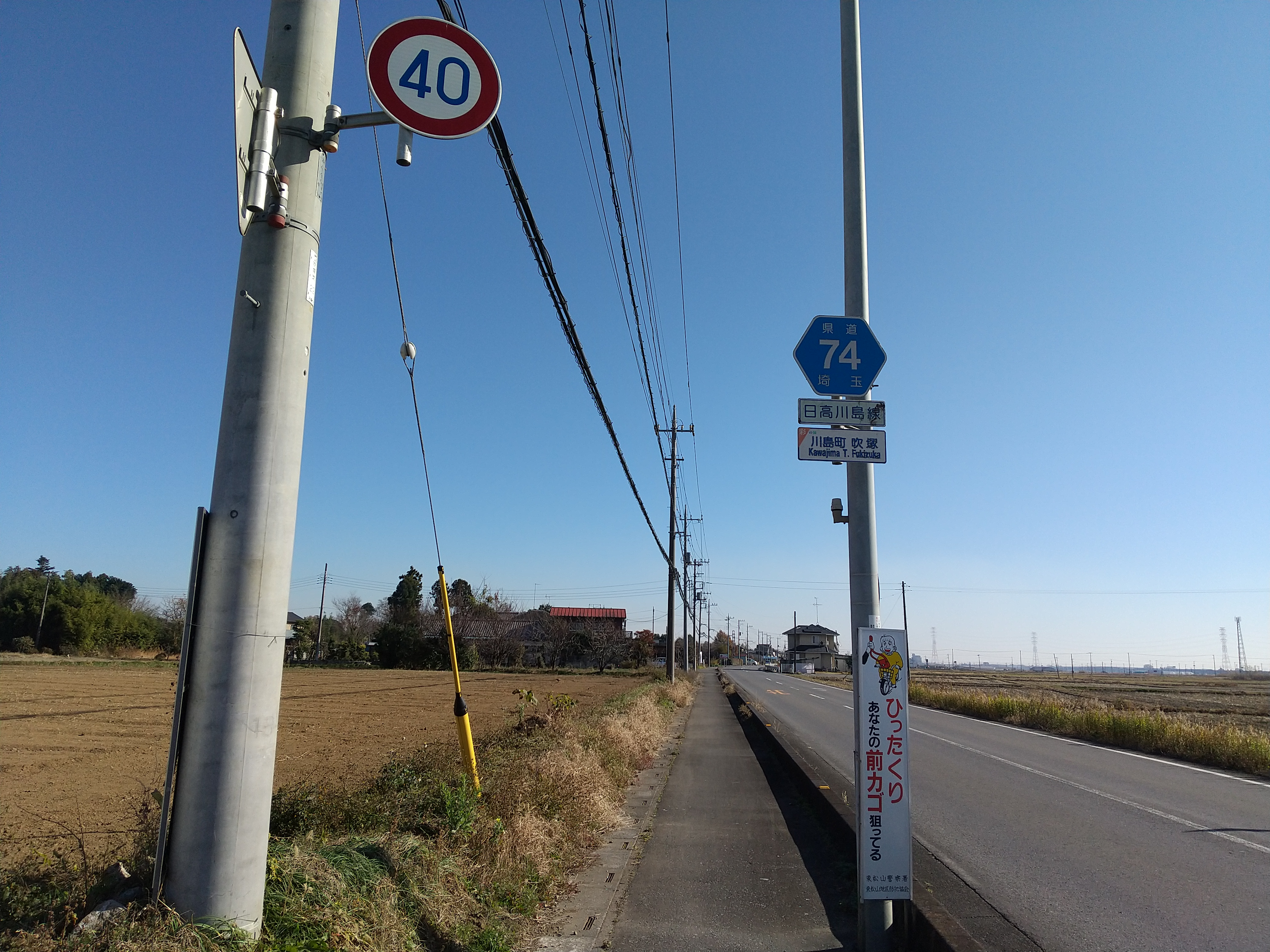
比企郡川島町吹塚付近
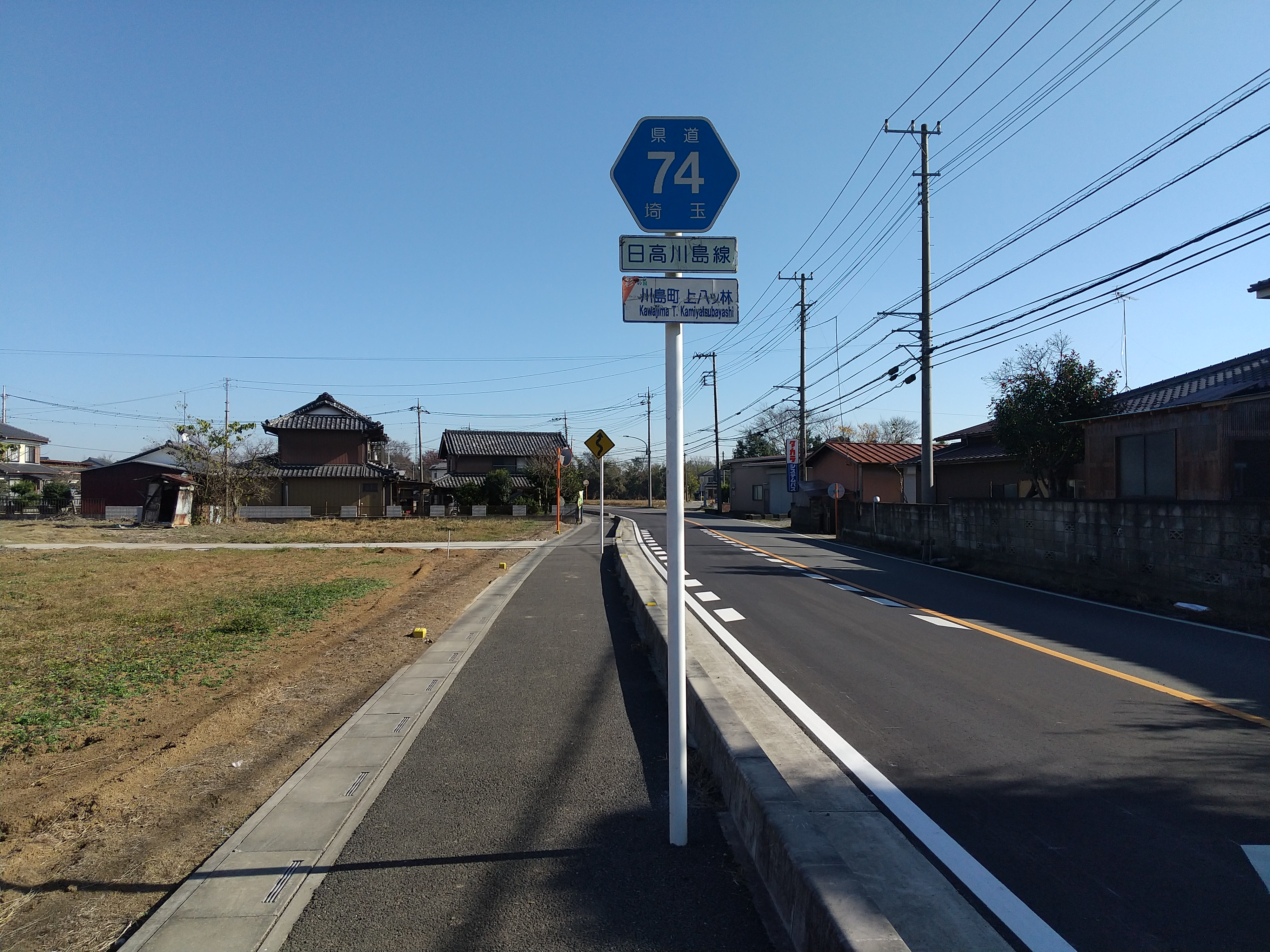
比企郡川島町上八ツ林付近
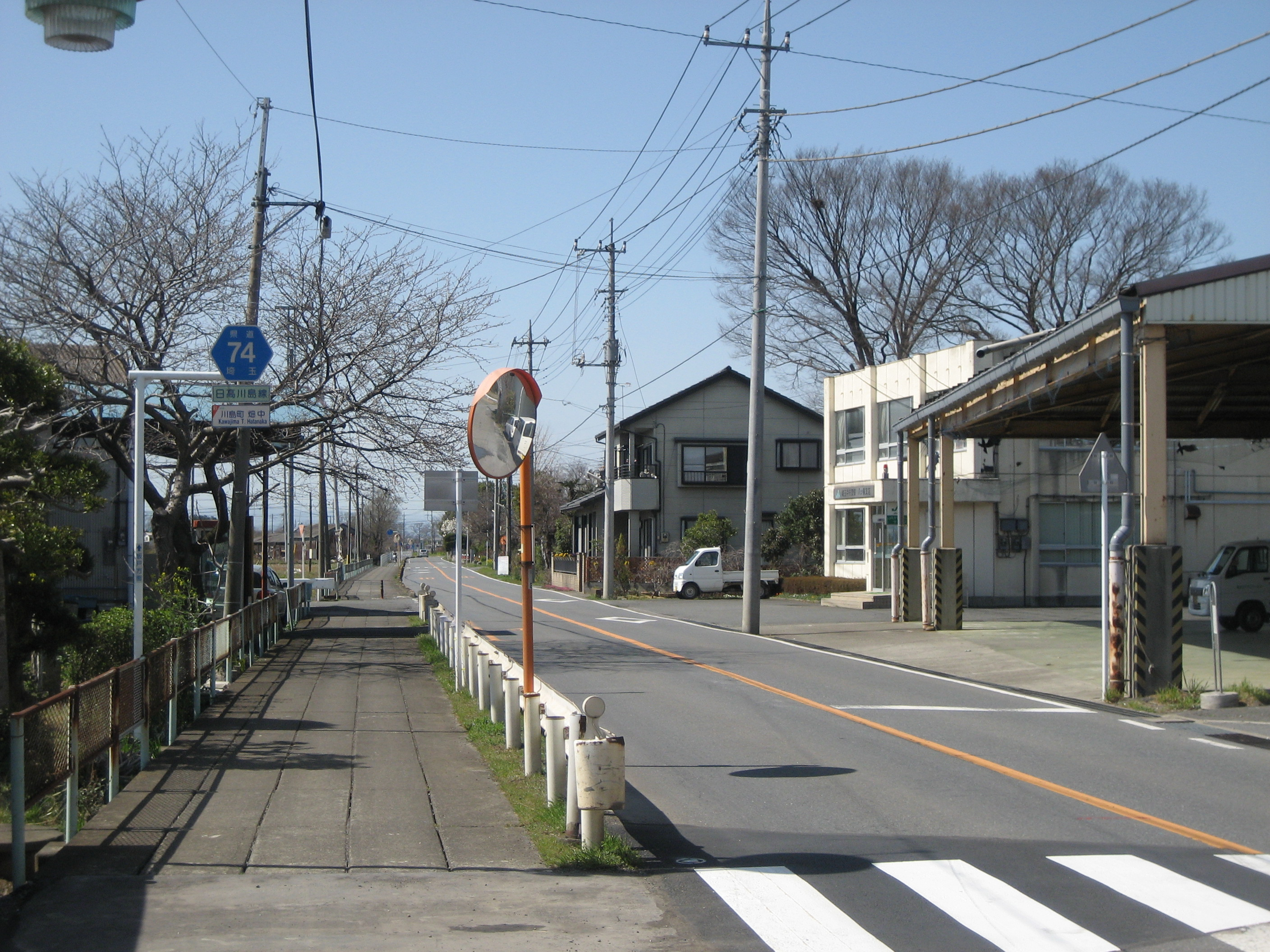
比企郡川島町畑中付近
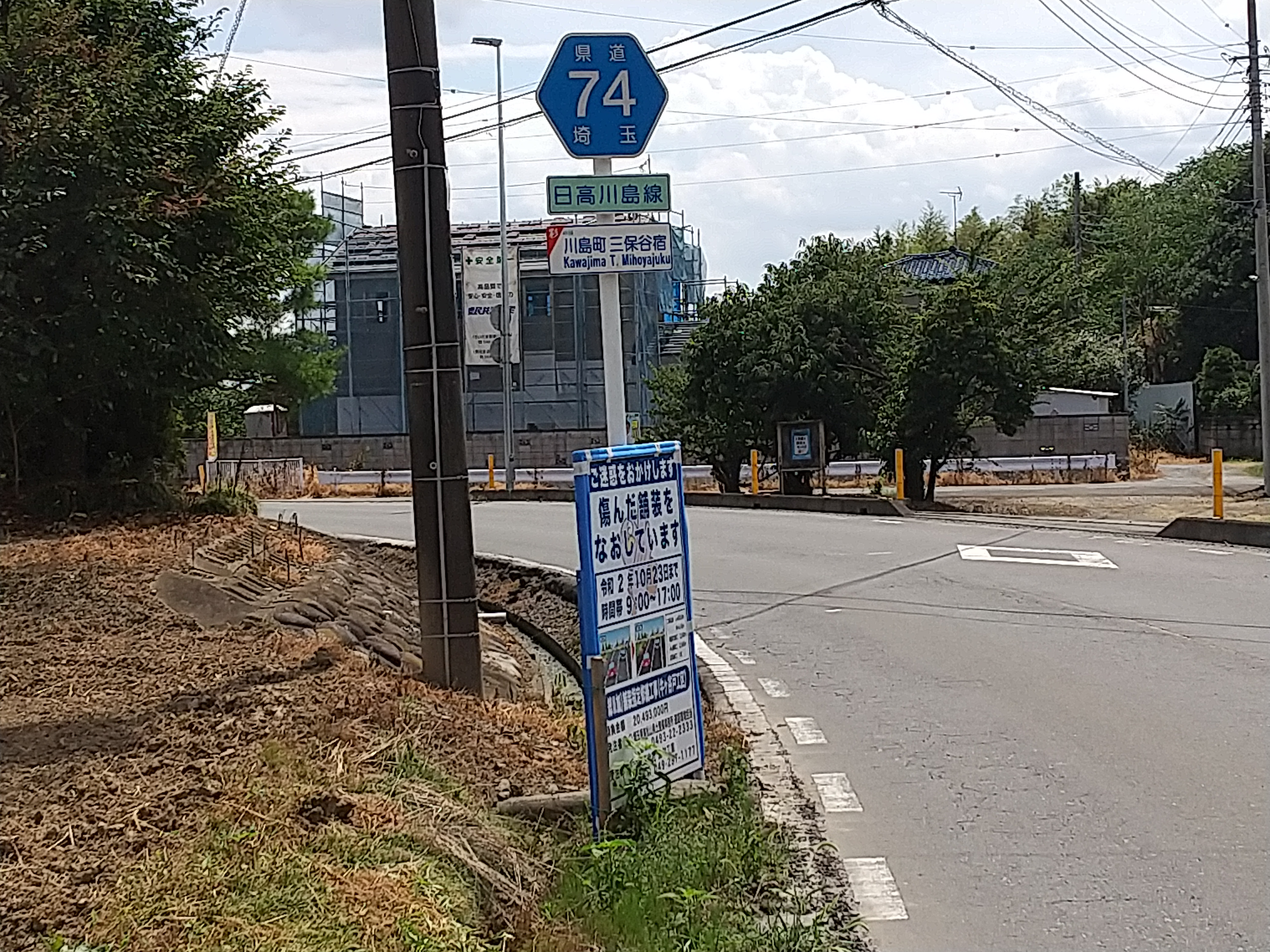
比企郡川島町山ヶ谷戸付近